# Cofidis (echipă de ciclism)
Cofidis Solutions Crédits (codul UCI: COF) este o echipă de ciclism profesionistă franceză pe șosea sponsorizată de o companie de împrumuturi de bani, Cofidis. A fost înființată în 1996 de Cyrille Guimard, fostul manager al lui Bernard Hinault, Greg LeMond și Laurent Fignon din echipa Renault-Elf-Gitane din anii 1980. Sponsorul echipei a susținut echipa în ciuda problemelor repetate, cum ar fi scandalurile de dopaj. După ce a făcut parte din UCI ProTour în primele cinci sezoane ale ProTour, din 2010 echipa a concurat ca echipă UCI Professional Continental. Echipa s-a alăturat UCI World Tour pentru sezonul 2020.